# M1917 Enfield
Az M1917 Enfield (hivatalos amerikai megnevezése United States Rifle, cal .30, Model of 1917, ismert még American Enfield vagy tévesen "P17", "P1917", "Pattern 1917" megnevezéssel is) az Amerikai Egyesült Államokban 1917-1918 között gyártott, a brit P14-en alapuló ismétlőpuska.

## Története, kifejlesztése
Az első világháború előtt a brit hadsereg kifejlesztette és bevezette a Rövid Táras Lee-Enfield puskát (Short Magazine Lee Enfield, SMLE), mint a szárazföldi csapatok elsődleges kézi lőfegyverét. Azonban a korabeli ismétlőpuskákhoz, elsősorban a német Mauser (pl. Gewehr 98) típusokhoz vagy az amerikai M1903 Springfield-hez viszonyítva az SMLE lényegesen pontatlanabb volt, elsősorban a .303 űrméretű lőszer miatt. Mialatt a britek létrehoztak egy bizottságot a korábbinál jobb lőszer megtervezésére, egy másik bizottságnak - biztos, ami biztos alapon - azt a feladatot adták, hogy tervezzék át a puskát.
Az új fegyver fejlesztése a német Mauser számos megoldásának lemásolásával kezdődött, elsősorban a forgó-toló zárat vették át, illetve elkészítettek egy teljesen új, .276 kaliberű lőszert is. Azonban az első világháború kitörésével nem tudták befejezni a fejlesztési munkát, különös tekintettel a lőszer kifejlesztésére.
A hadsereg igényeinek kielégítésére a britek jelentős megrendeléseket adtak amerikai fegyvergyártó cégeknek is, többek között megbízták őket, hogy gyártsák le ezt az újfajta puskát, de .303 űrméretű lőszerhez alakítva. Ennek a puskának P14 lett a megnevezése, amelyek gyártására a Winchester és a Remington kapott megbízást. Emellett egy harmadik üzem, a Remington-érdekeltségek közé tartozó Baldwin Locomotive Works eddystone-i gyára is beszállt a puska gyártásába, ezért a P14-nek és az M1917-nek háromféle változata van: a Winchester, a Remington és az Eddystone.

## Első világháborús alkalmazása
Miután az Egyesült Államok is belépett az első világháborúba a szövetségesek oldalán, jelentősen és hirtelen megnőtt az amerikai hadsereg igénye korszerű ismétlőpuskákra. Ahelyett, hogy az amerikai fegyvergyártó vállalatokat átállították volna az amerikai hadseregben rendszeresített M1903 Springfield gyártására, az amerikai vezetés azt a megoldást választotta, hogy a brit P14 puskát módosította, hogy képes legyen az amerikai .30-06 Springfield lőszer tüzelésére. Az puskát az amerikai hadsereg fegyverzeti igazgatósága (U.S. Army Ordnance Department) felügyelete alatt módosították és később az U.S. Rifle, Caliber .30, Model of 1917 megnevezéssel rendszeresítették a szárazföldi hadseregnél (U.S. Army) és a tengerészgyalogságnál (U.S. Marine Corps).
Az átalakított puskát szintén a Winchester New Haven-i, valamint a Remington Ilion-i és Eddystone-i gyáraiban állították elő. A Winchester összesen 465 980, a Remington 545 541, az Eddystone-i gyár 1 181 908 darabot gyártott. A puskához készült a kb. 42 cm hosszú M1917 bajonett. A brit puskához képest csak kevés módosítást kellett végrehajtani, elsősorban a tárat, a zárat és a puska csövét módosították a 30.06 lőszernek megfelelően.
Az M1917 puskát az M1903 Springfield puskákkal együtt szállították a hadsereg alakulatainak, de az M1917 hamarosan mind számban, mind pedig az ezzel felszerelt alakulatok számában felülmúlta a Springfieldet. 1918. november 11-ére (az első világháborút lezáró Compiègne-i fegyverszüneti szerződés napja) az Amerikai Expedíciós Erők kb. 75%-át az M1917-el látták el. Egy M1917 puskával harcolt Alvin York őrmester, az AEE legtöbb kitüntetést kapott tagja, aki 1918. október 8-án szinte egyedül foglalt el egy német géppuskaállást és ejtett foglyul 132 német katonát. York másik fegyvere egy .45 Colt pisztoly volt. Ezért a tettéért York megkapta a legmagasabb amerikai katonai kitüntetést, a Medal of Honor-t, illetve a francia Becsületrendet. (A Gary Cooper főszereplésével készült filmben azonban Yorkot egy M1903 Springfield puskával és egy német Luger pisztollyal ábrázolták.)
A fegyverszüneti egyezmény életbe lépése után az M1917 puskákat tartalékba helyezték vagy hatástalanították, bár egyes egységek megtarthatták. Az amerikai katonák közül sokan jobban kedvelték a könnyebb M1903 Springfieldet. Számos M1917 puska került a civil életbe, elsősorban vadászfegyvernek alakították át ezeket.

## Második világháborús alkalmazása
Amikor 1941-ben az Egyesült Államok belépett a második világháborúba, egyes alakulatok (főként a vegyi hadviselésre szakosodott tüzércsapatok) még mindig M1917 puskákkal voltak felszerelve. Feltehetően a másutt rendszeresített M1 Garand gyártási nehézségei miatt a tüzércsapatok az M1917 puskával vettek részt az Torch hadműveletben. Még a normandiai partraszállás idején is előfordultak az M1917 puskák a Franciaországban harcoló amerikai csapatoknál, elsősorban a hátországot biztosító erőknél. M1917 puskákkal szerelték fel emellett az amerikai fennhatóság alatt álló Fülöp-szigetek hadseregét és csendőrségét. Miután a japán erők elfoglalták a Fülöp-szigeteket, a japán hadsereg egyes alakulatai is használták az M1917-et, illetve ez volt a fegyvere az ellenük harcoló amerikai és Fülöp-szigeteki gerilláknak is.
Az első világháború után tartós tárolásba helyezett M1917 puskákat a tartalékos, kiképző alakulatoknak, illetve a land lease program keretében. Számos puskát küldtek Nagy-Britanniába is, ahol a Home Guard egységeit szerelték fel ezekkel. Hogy elkerüljék az esetleges kavarodást az M1917 és a brit P14 puskák között, az előbbieket egy piros csíkkal jelölték meg a puska tusán. M1917 puskákat szállítottak a japánok ellen harcoló Kuomintang csapatoknak is, illetve a Burma, Nepál, India területén a japánok ellen harcoló helyi erőknek és a Szabad Francia Hadseregnek. Az ír hadsereg alakulatai is kaptak az M1917 puskából, bár nem vettek részt a harcokban.

## További használata
A háború után Dánia és Norvégia fegyveres erői is kaptak M1917 puskákat, amíg az USA nem tudott szállítani nekik a korszerűbb M1 Garand puskából. Az amerikai fegyveres erőknél azonban az M1 teljesen felváltotta az M1917-et a frontvonalbeli csapatoknál, bár mesterlövészfegyverként továbbra is alkalmazták, elsősorban a koreai háború során és a vietnámi háború első éveiben.
Napjainkban az M1917 Enfield puskát már egyik ország sem használja rendszeresített fegyverként, de ceremoniális alakulatoknál továbbra is megtalálható az M1903 Springfield, az M1 Garand és az M14 gépkarabély társaságában.

## Technikai részletek
Az M1917 jellegzetessége volt a nyílt, acélfülekkel védett irányzék, amelyet a puska hátsó részén, a zárszerkezeten alakítottak ki. Ez pontosabbnak és megbízhatóbbnak bizonyult, mint pl. az M1903 Springfield irányzéka, amely a fegyver középső részén található.
A forgó-toló zár a brit rendszernek megfelelően záráskor húzta fel a puska kakasát és készítette fel a puskát a tüzelésre, ami elsősorban gyors tüzelés esetén volt hatásos. A tár hat .30-06 űrméretű lőszert tudott befogadni.
A puska csövének huzagolása, szintén a brit elveknek megfelelően, 5 horonyból állt és balra csavarodott, ellentétben az amerikai puskáknál (pl. M1903) megszokott 4, jobbra csavarodó horonnyal. Az M1917 csöve hosszabb is volt (26 inch, azaz kb. 66 cm) hosszú volt, ellentétben az M1903 könnyebb, 24 hüvelykes (60 cm) csövével. A hátrább helyezett irányzékkal együtt az M1917 általában pontosabb volt, mint a Springfield, azonban súlya ennek megfelelően nagyobb is volt: 4,17 kg üresen és közel 5 kg tüzelésre kész állapotban, bajonettel. A puska csöve túl hosszú volt ahhoz, hogy a lövészárokban vívott közelharcban fel tudják használni, illetve hossza miatt gondokat okozott az alacsonyabb testalkatú katonáknak.

## Felhasználó országok
- Ausztrália
- Új-Zéland
- Egyesült Királyság
- Fülöp-szigetek
- Franciaország
- Portugália
- Lettország
- Dánia 1953-tól a nemzeti gárda, jelenleg csak a grönlandi "Sirius Patrol"
- USA (US Army és US Marine Corps)
- Írország
- Norvégia (a második világháború után)
- Honduras (7mm-es lövedékkel)
- Dél-Vietnám (a vietnámi háború alatt)

## Fordítás
Ez a szócikk részben vagy egészben  a   M1917 Enfield című angol Wikipédia-szócikk fordításán alapul.  Az eredeti cikk szerkesztőit annak laptörténete sorolja fel. Ez a jelzés csupán a megfogalmazás eredetét és a szerzői jogokat jelzi, nem szolgál a cikkben szereplő információk forrásmegjelöléseként.

## Külső hivatkozások
- Olive-Drab.Com - M-1917 Enfield puska Archiválva 2011. augusztus 6-i dátummal a Wayback Machine-ben (angolul)
- Modern tűzfegyverek - Az M-1917 Enfield puska (angolul)
- FM 23-6 Basic Field Manual: U.S. Rifle, Caliber .30, M1917, 20 October 1943 - az USA hadserege által kibocsátott kezelési utasítás (angolul)
- SurplusRifle.com - United States Rifle Model 1917 (angolul)